# Fonnesbæk Sogn
Fonnesbæk Sogn er et sogn i Ikast-Brande Provsti (Viborg Stift).
Fonnesbæk Kirke blev indviet i 1994, og 20. november samme år blev Fonnesbæk Sogn udskilt fra Ikast Sogn, som havde hørt til Hammerum Herred i Ringkøbing Amt. Ikast sognekommune blev ved kommunalreformen i 1970 kernen i Ikast Kommune, der ved strukturreformen i 2007 indgik i Ikast-Brande Kommune.
I Fonnesbæk Sogn findes følgende autoriserede stednavne:
- Bøgild (bebyggelse, ejerlav)
- Fonnesbæk (bebyggelse, ejerlav)
- Gammelager (bebyggelse)
- Hesselbjerg (bebyggelse, ejerlav)
- Lægdsgård (bebyggelse, ejerlav)
- Skovby (bebyggelse, ejerlav)
- Uhre (bebyggelse, ejerlav)
- Vådde (bebyggelse, ejerlav)